# Hadleigh Farm

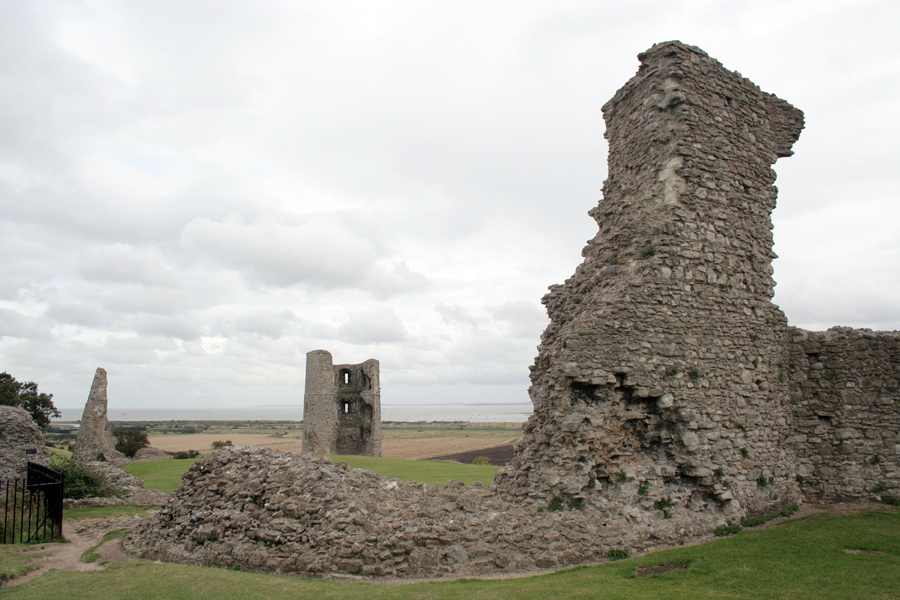
I resti del Castello di Hadleigh, che si affaccia su Hadleigh Farm

Hadleigh Farm è una fattoria educativa e un sito di cross country a Hadleigh, Castle Point-borough, nella contea di Essex. L'11 e il 12 agosto del 2012 è stato lo scenario per le gare di cross country maschile e femminile dei giochi olimpici.

## Sito
Di proprietà dell'Esercito della Salvezza, Hadleigh Farm è una fattoria didattica che dispone di un centro per le razze rare ed una sala da tè per i visitatori. I 700 acri della proprietà furono acquistati nel 1891 da William Booth come parte di un piano di risanamento di alcune aree di Londra.

Confina con il Tamigi a Sud e con il Castello di Hadleigh, costruito nel 1230 durante il regno di Enrico III, uno dei più importanti castelli tardo-medioevali dell'Essex, oggi tutelato dai beni culturali inglesi.

Una parte del percorso di cross country attraversa l'adiacente Hadleigh Country Park, di proprietà dell'Essex Country Council che ospita un sito di particolare interesse scientifico che si interessa soprattutto agli invertebrati.

## Giochi olimpici

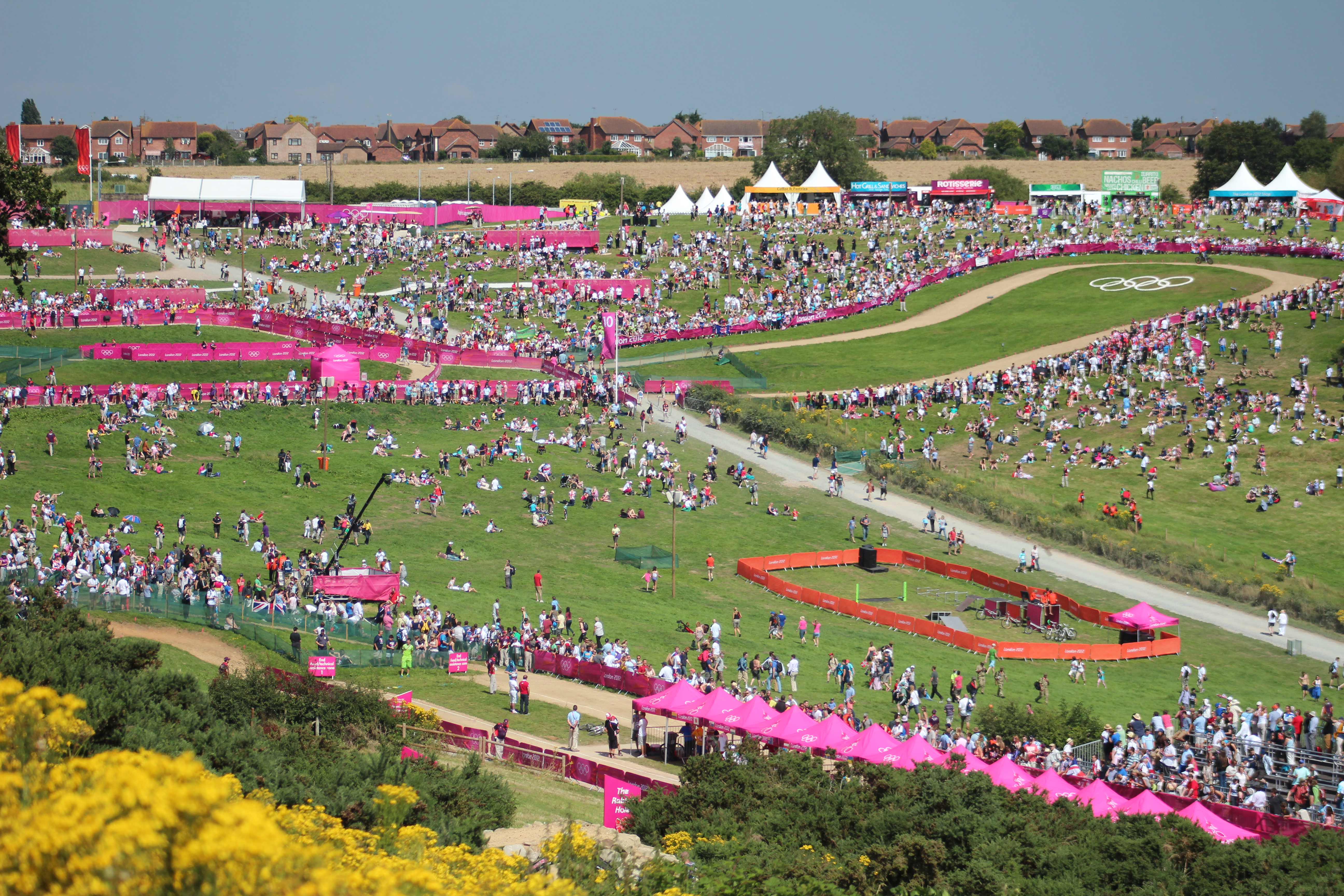
Una piccola parte del percorso di cross country alle Olimpiadi nel giorno della gara femminile.

Nel 2008 il sito viene confermato come sede per le gare di mountain bike del programma dei Giochi Olimpici del 2012, sostituendo l'originale proposta, Weald Country Park, ritenuta troppo impegnativa da parte dell'UCI. 
Durante le Olimpiadi il percorso prevede delle tribune temporanee che possono ospitare fino a 3000 persone.
Dopo le gare olimpiche il circuito farà parte dell'"Essex Legacy",un progetto di promozione della contea.

## Trasporti
Il sito dista circa 5 miglia dall'Aeroporto di Londra-Southend e si trova lungo la ferrovia che porta da Londra verso Southend-on-Sea, tra Benfleet e Leigh-on-Sea.